# 加利西維卡鄉
44°06′N 23°23′E / 44.100°N 23.383°E
加利西維卡鄉（羅馬尼亞語：Comuna Galiciuica, Dolj），是羅馬尼亞的鄉份，位於該國西南部，由多爾日縣負責管轄，面積26平方公里，海拔高度95米，2007年人口1,691，人口密度每平方公里65人。